# Nagy Karina
Nagy Karina (angolul: Karina the Great) a Csillagok háborúja elképzelt univerzumának egyik szereplője.

## Leírása
Nagy Karina a geonosisi fajba tartozó királynő, aki feltételezések szerint Y. e. 21-ben meghal. A többi geonosisitól eltérően a királynőnek hat végtagja van és 8,6 méter magas. Potroha hatalmas tojócsőben végződik, amellyel minden nyolcadik másodpercben tojik egy tojást. Nincsen haja. Szemszíne vörös és fekete.
Székhelye a Progate Templom alatti katakombákban van. Itt egy egész zombivá változtatott (az agyférgek segítségével) geonosisi hadserege szolgálja és védelmezi. Ezek a zombi geonosisiak még halottan is harcképesek.
Habár a Geonosis felszíne alatt él, Nagy Karina, habár törve, de beszéli a galaktikus közös nyelvet.

## Megjelenése a filmekben
Nagy Karina királynőt a „Star Wars: A klónok háborúja” című televíziós sorozat két részében láthatjuk: a második évad 7. „Rémuralom” (Legacy of Terror) és 8. „Az élősködők” (Brain Invaders) részeiben. Az elsőben szerepel a másodikban, csak visszaemlékezésből láthatjuk.
A második geonosisi csata után, Kisebb Poggle főherceg Nagy Karina királynő udvarába menekül, de őt követi Luminara Unduli Jedi Mester és a Buzz becenevű klónkatona. A zombi geonosisiak megölik a klónkatonát és elfogják a jedit. Kisebb Poggle éppen egy agyférget akar bejuttatni Luminarába, amikor Obi-Wan Kenobi, Anakin Skywalker és néhány klónkatona rájuk támadnak, megszabadítva a jedit, elfogva Poggle-t és összerombolva a Progate Templom alsó szintjeit. Feltehetően ekkor Nagy Karina meghal, de erre a feltételezésre nincs bizonyíték.

## Fordítás
- Ez a szócikk részben vagy egészben a Karina the Great című Wookieepedia-szócikk fordítása. Az eredeti cikk szerkesztőit annak laptörténete sorolja fel.